# Melodifestivalen 2011
Melodifestivalen 2011 – 50. edycja szwedzkich preselekcji do Konkursu Piosenki Eurowizji 2011. Półfinały odbyły się kolejno: 5, 12, 19 oraz 26 lutego, druga szansa 5 marca, a finał 12 marca. Podczas półfinałów o wynikach decydowali widzowie za pomocą głosowania telefonicznego, natomiast reprezentanta wybrali w połowie widzowie oraz międzynarodowe jury.
Preselekcje wygrał Eric Saade z piosenką „Popular”, zdobywając w sumie 193 punkty w finale.

## Format

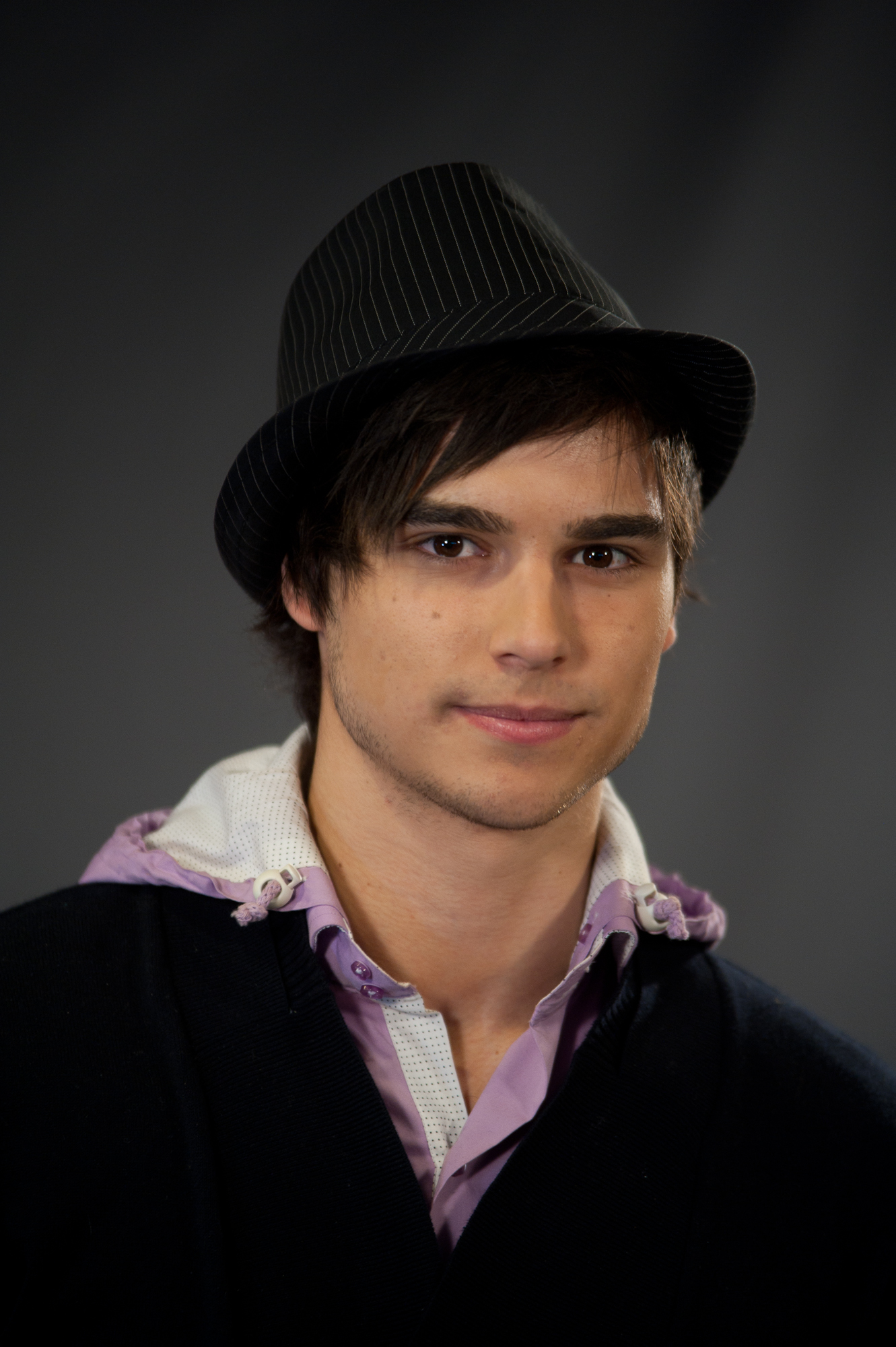
Zwycięzca Melodifestivalen 2011 – Eric Saade

Trzydziestu dwóch uczestników podzielono na cztery ośmioosobowe półfinały. Z każdego półfinału dwójka najlepszych uczestników otrzymała automatyczny awans do finału. Laureaci trzeciego oraz czwartego miejsca półfinałów zakwalifikowali się zaś do dogrywki – drugiej szansy, z którego kolejna dwójka zakwalifikowała się do wielkiego finału.

### Harmonogram
Tradycyjnie każdy etap odbywał się w innym szwedzkim mieście, a finał niezmiennie został zorganizowany w Sztokholmie.
| Data      | Miasto    | Miejsce        | Pojemność | Etap                         |
| --------- | --------- | -------------- | --------- | ---------------------------- |
| 5 lutego  | Luleå     | Coop Arena     | 6 300     | Półfinał 1                   |
| 12 lutego | Göteborg  | Scandinavium   | 14 000    | Półfinał 2                   |
| 19 lutego | Linköping | Cloetta Center | 11 500    | Półfinał 3                   |
| 26 lutego | Malmö     | Malmö Arena    | 15 500    | Półfinał 4                   |
| 5 marca   | Sundsvall | Nordichallen   | 9 300     | Druga szansa (Andra chansen) |
| 12 marca  | Sztokholm | Globen         | 16 000    | Finał                        |

## Półfinały

### Półfinał 1
Pierwszy półfinał odbył się 5 lutego 2011 w Coop Arena w Luleå. Spośród ośmiu uczestników bezpośrednio do finału awansowali: Danny Saucedo z piosenką „In the Club” oraz Swingfly z utworem „Me and My Drum”, a Jenny Silver i Pernilla Andersson ze swoimi kompozycjami trafiły do dogrywki – drugiej szansy.
| L.p. | Artysta            | Piosenka                 | Tekst (t) / Muzyka (m)                                                           | Liczba głosów | Liczba głosów | Miejsce | Rezultat           |
| L.p. | Artysta            | Piosenka                 | Tekst (t) / Muzyka (m)                                                           | Runda 1       | Runda 2       | Miejsce | Rezultat           |
| ---- | ------------------ | ------------------------ | -------------------------------------------------------------------------------- | ------------- | ------------- | ------- | ------------------ |
| 1    | Dilba              | „Try Again”              | Niklas Pettersson (t/m), Linda Sonnvik (t/m)                                     | 9 256         | –             | 8       | Odpadła            |
| 2    | Swingfly           | „Me and My Drum”         | Teron Beal (t/m), Patrik Magnusson (t/m), Johan Ramström (t/m), Swingfly (t/m)   | 25 634        | 42 104        | 2       | Finał              |
| 3    | Jenny Silver       | „Something In Your Eyes” | Thomas G:son (t/m), Henrik Sethsson (t/m), Erik Bernholm (m)                     | 27 017        | 37 262        | 3       | Druga szansa       |
| 4    | Jonas Matsson      | „On my own”              | Peter Autio (t/m), Sari Autio Olsson (t/m)                                       | 10 860        | –             | 7       | Dzika karta Odpadł |
| 5    | Le Kid             | „Oh My God”              | Märta Grauers (t/m), Anton Malmberg Hård af Segerstad (t/m), Felix Persson (t/m) | 16 512        | 16 459        | 5       | Odpadli            |
| 6    | Rasmus Viberg      | „Social Butterfly”       | Amir Aly (t/m), Henrik Wikström (t/m)                                            | 15 151        | –             | 6       | Odpadł             |
| 7    | Pernilla Andersson | „Desperados”             | Pernilla Andersson (t/m)                                                         | 27 840        | 30 724        | 4       | Druga szansa       |
| 8    | Danny Saucedo      | „In the Club”            | Figge Boström (t/m), Peter Boström (t/m), Danny Saucedo (t/m)                    | 60 872        | –             | 1       | Finał              |

Legenda:
     Uczestnicy, którzy awansowali do finału
     Uczestnicy, którzy trafili do drugiej szansy

### Półfinał 2
Drugi półfinał odbył się 12 lutego 2011 w Scandinavium w Göteborgu. Spośród ośmiu uczestników bezpośrednio do finału awansowali: Sanna Nielsen z piosenką „I’m in Love” oraz Brolle z utworem „7 Days And 7 Nights”, a The Moniker i Loreen ze swoimi kompozycjami trafili do dogrywki – drugiej szansy.
| L.p. | Artysta              | Piosenka                  | Tekst (t) / Muzyka (m)                                                              | Liczba głosów | Liczba głosów | Miejsce | Rezultat     |
| L.p. | Artysta              | Piosenka                  | Tekst (t) / Muzyka (m)                                                              | Runda 1       | Runda 2       | Miejsce | Rezultat     |
| ---- | -------------------- | ------------------------- | ----------------------------------------------------------------------------------- | ------------- | ------------- | ------- | ------------ |
| 1    | Brolle               | „7 Days And 7 Nights”     | Kjell Junior Wallmark (Brolle) (t/m)                                                | 39 319        | 72 737        | 2       | Finał        |
| 2    | Loreen               | „My Heart Is Refusing Me” | Moh Denebi (t/m), Björn Djupström (t/m), Loreen Talhaoui (t/m)                      | 19 749        | 31 034        | 4       | Druga szansa |
| 3    | Babsan               | „Ge mig en spanjor”       | Larry Forsberg (t/m), Sven-Inge Sjöberg (t/m), Lennart Wastesson (t/m)              | 14 642        | –             | 7       | Odpadł       |
| 4    | Elisabeth Andreassen | „Vaken i en dröm”         | Calle Kindbom (t), Lars „Dille” Diedricson (t/m), Kristian Wejshag (t/m)            | 13 010        | –             | 8       | Odpadła      |
| 5    | Sanna Nielsen        | „I’m in Love”             | Bobby Ljunggren (t/m), Thomas G:son (t/m), Irini Michas (t/m), Peter Boström (t/m)  | 43 524        | –             | 1       | Finał        |
| 6    | The Moniker          | „Oh My God!”              | Daniel Karlsson (The Moniker) (t/m)                                                 | 28 624        | 37 631        | 3       | Druga szansa |
| 7    | Anniela              | „Elektrisk”               | Johan Alkenäs (t/m), Tim Larsson (t/m), Tobias Lundgren (t/m), Johan Fransson (t/m) | 15 948        | –             | 6       | Odpadła      |
| 8    | Christian Walz       | „Like Suicide”            | Fernando Fuentes (t/m), Henrik Janson (t/m), Tony Nilsson (t/m)                     | 26 951        | 28 242        | 5       | Odpadł       |

Legenda:
     Uczestnicy, którzy awansowali do finału
     Uczestnicy, którzy trafili do drugiej szansy

### Półfinał 3
Trzeci półfinał odbył się 19 lutego 2011 w Cloetta Center w Linköping. Spośród ośmiu uczestników bezpośrednio do finału awansowali: Eric Saade z piosenką „Popular” oraz The Playtones z utworem „The King”, a Sara Varga i Shirley's Angels ze swoimi kompozycjami trafili do dogrywki – drugiej szansy.
| L.p. | Artysta          | Piosenka                   | Tekst (t) / Muzyka (m)                                                                          | Liczba głosów | Liczba głosów | Miejsce | Rezultat     |
| L.p. | Artysta          | Piosenka                   | Tekst (t) / Muzyka (m)                                                                          | Runda 1       | Runda 2       | Miejsce | Rezultat     |
| ---- | ---------------- | -------------------------- | ----------------------------------------------------------------------------------------------- | ------------- | ------------- | ------- | ------------ |
| 1    | Linda Sundblad   | „Lucky You”                | Linda Sundblad (t/m), Johan Bobäck (t/m), Fredrik Thomander (t/m), Anders „Gary” Wikström (t/m) | 10 701        | –             | 6       | Odpadł       |
| 2    | Simon Forsberg   | „Tid att andas”            | Fredrik Kempe (t/m)                                                                             | 8 339         | –             | 8       | Odpadła      |
| 3    | Sara Lumholdt    | „Enemy”                    | Niclas Lundin (t/m), Anton Malmberg Hård af Segerstad (t/m)                                     | 8 689         | –             | 7       | Odpadła      |
| 4    | The Playtones    | „The King”                 | Fredrik Kempe (t/m), Peter Kvint (t/m)                                                          | 48 861        | 50 090        | 2       | Finał        |
| 5    | Shirley's Angels | „I Thought It Was Forever” | Robin Abrahamsson (t/m), Alexander Bard (t/m), Bobby Ljunggren (t/m), Henrik Wikström (m)       | 20 573        | 26 933        | 4       | Druga szansa |
| 6    | Sebastian        | „No One Else Could”        | Andreas Alfredsson Grube (t/m), Sebastian Karlsson (t/m)                                        | 15 406        | 25 423        | 5       | Odpadł       |
| 7    | Sara Varga       | „Spring för livet”         | Sara Varga (t/m), Figge Boström (m)                                                             | 23 594        | 37 278        | 3       | Druga szansa |
| 8    | Eric Saade       | „Popular”                  | Fredrik Kempe (t/m)                                                                             | 89 175        | –             | 1       | Finał        |

Legenda:
     Uczestnicy, którzy awansowali do finału
     Uczestnicy, którzy trafili do drugiej szansy

### Półfinał 4
Czwarty półfinał odbył się 26 lutego 2011 w Malmö Arena w Malmö. Spośród ośmiu uczestników bezpośrednio do finału awansowali: Linda Bengtzing z piosenką „E det fel på mej?” oraz Nicke Borg z utworem „Leaving Home”, a Love Generation i Linda Pritchard ze swoimi kompozycjami trafili do dogrywki – drugiej szansy.
| L.p. | Artysta         | Piosenka                      | Tekst (t) / Muzyka (m)                                                                                                   | Liczba głosów | Liczba głosów | Miejsce | Rezultat            |
| L.p. | Artysta         | Piosenka                      | Tekst (t) / Muzyka (m)                                                                                                   | Runda 1       | Runda 2       | Miejsce | Rezultat            |
| ---- | --------------- | ----------------------------- | --- | ------------- | ------------- | ------- | ------------------- |
| 1    | Melody Club     | „The Hunter”                  | Kristofer Östergren (t/m), Erik Stenemo (t/m), Jon Axelsson (t/m), Niklas Stenemo (t/m)                                  | 14 954        | –             | 7       | Odpadli             |
| 2    | Julia Alvgard   | „Better Or Worse”             | Julia Alvgard (t/m), Manne Hjelm (t/m), Ola Holstad (t/m), Joar Lenz (t/m)                                               | 18 867        | –             | 6       | Dzika karta Odpadła |
| 3    | Lasse Stefanz   | „En blick och nånting händer” | Tim Norell (t), Alexander Bard (t/m), Ola Håkansson (t/m)                                                                | 32 686        | 26 355        | 5       | Odpadli             |
| 4    | Linda Pritchard | „Alive”                       | Oscar Görres (t/m), Fredrik Kempe (t/m)                                                                                  | 24 849        | 39 092        | 4       | Druga szansa        |
| 5    | Anders Fernette | „Run”                         | Desmond Child (t/m), Negin Djafari (t/m), Hugo Lira (t/m), Ian-Paolo Lira (t/m), Thomas G:son (t/m)                      | 11 979        | –             | 8       | Odpadł              |
| 6    | Linda Bengtzing | „E det fel på mej?”           | Pontus Assarsson (t/m), Thomas G:son (t/m), Jörgen Ringqvist (t/m), Daniel Barkman (t/m)                                 | 38 875        | –             | 1       | Finał               |
| 7    | Nicke Borg      | „Leaving Home”                | Jojo Borg Larsson (t), Nicke Borg (m), Fredrik Thomander (m), Anders „Gary” Wikström (m)                                 | 34 091        | 48 966        | 2       | Finał               |
| 8    | Love Generation | „Dance Alone”                 | RedOne (Nadir Khayat) (t/m), Bilal „The Chef” (t/m), Teddy Sky (t/m), AJ Junior (t/m), Jimmy Joker (t/m), BeatGeek (t/m) | 38 122        | 43 508        | 3       | Druga szansa        |

Legenda:
     Uczestnicy, którzy awansowali do finału
     Uczestnicy, którzy trafili do drugiej szansy

## Druga szansa
Dogrywka – druga szansa odbyła się 5 marca 2011 w Nordichallen w Sundsvall. Do finału ostatecznie udało się awansować Sarze Varga z piosenką „Spring för livet” oraz The Moniker z utworem „Oh My God!”.

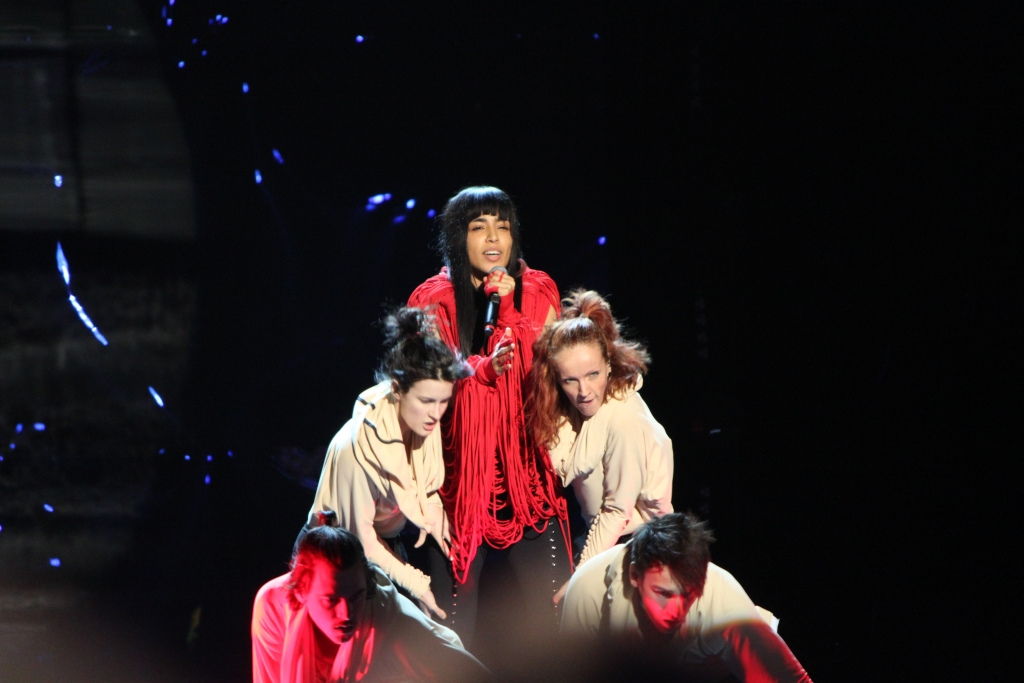
Loreen, wykonując piosenkę „My Heart Is Refusing Me” podczas swojego występu w Melodifestivalen 2011

| Półfinał | Artysta            | Piosenka                   | Tekst (t) / Muzyka (m)                                                                                                   | Duet |
| -------- | ------------------ | -------------------------- | --- | ---- |
| 1        | Jenny Silver       | „Something In Your Eyes”   | Thomas G:son (t/m), Henrik Sethsson (t/m), Erik Bernholm (m)                                                             | 1    |
| 1        | Pernilla Andersson | „Desperados”               | Pernilla Andersson (t/m)                                                                                                 | 4    |
| 2        | The Moniker        | „Oh My God!”               | Daniel Karlsson (The Moniker) (t/m)                                                                                      | 3    |
| 2        | Loreen             | „My Heart Is Refusing Me”  | Moh Denebi (t/m), Björn Djupström (t/m), Loreen Talhaoui (t/m)                                                           | 2    |
| 3        | Sara Varga         | „Spring för livet”         | Sara Varga (t/m), Figge Boström (m)                                                                                      | 2    |
| 3        | Shirley's Angels   | „I Thought It Was Forever” | Robin Abrahamsson (t/m), Alexander Bard (t/m), Bobby Ljunggren (t/m), Henrik Wikström (m)                                | 4    |
| 4        | Love Generation    | „Dance Alone”              | RedOne (Nadir Khayat) (t/m), Bilal „The Chef” (t/m), Teddy Sky (t/m), AJ Junior (t/m), Jimmy Joker (t/m), BeatGeek (t/m) | 1    |
| 4        | Linda Pritchard    | „Alive”                    | Oscar Görres (t/m), Fredrik Kempe (t/m)                                                                                  | 3    |

### Duety
|  |            |                                             |            |                                 |        |            |                               |         |  |  |                 |                 |                 |
|  | Runda 1    | Runda 1                                     | Runda 1    |                                 |        | Runda 2    | Runda 2                       | Runda 2 |  |  | Zakwalifikowani | Zakwalifikowani | Zakwalifikowani |
|  | Runda 1    | Runda 1                                     | Runda 1    |                                 |        | Runda 2    | Runda 2                       | Runda 2 |  |  | Zakwalifikowani | Zakwalifikowani | Zakwalifikowani |
|  |            |                                             |            |                                 |        |            |                               |         |  |  |                 |                 |                 |
|  |            |                                             |            |                                 |        |            |                               |         |  |  |                 |                 |                 |
|  | Półfinał 1 | Jenny Silver „Something In Your Eyes”       | 32 942     |                                 |        |            |                               |         |  |  |                 |                 |                 |
|  | Półfinał 1 | Jenny Silver „Something In Your Eyes”       | 32 942     |                                 |        |            |                               |         |  |  |                 |                 |                 |
|  | Półfinał 4 | Love Generation „Dance Alone”               | 34 212     |                                 |        |            |                               |         |  |  |                 |                 |                 |
|  | Półfinał 4 | Love Generation „Dance Alone”               | 34 212     |                                 |        | Półfinał 4 | Love Generation „Dance Alone” | 46 639  |  |  |                 |                 |                 |
|  |            |                                             |            |                                 |        | Półfinał 4 | Love Generation „Dance Alone” | 46 639  |  |  |                 |                 |                 |
|  |            |                                             | Półfinał 3 | Sara Varga „Spring för livet”   | 65 713 |            |                               |         |  |  |                 |                 |                 |
|  | Półfinał 2 | Loreen „My Heart Is Refusing Me”            | Półfinał 3 | Sara Varga „Spring för livet”   | 65 713 | 42 892     |                               |         |  |  |                 |                 |                 |
|  | Półfinał 2 | Loreen „My Heart Is Refusing Me”            |            |                                 |        |            |                               |         |  |  |                 |                 |                 |
|  | Półfinał 3 | Sara Varga „Spring för livet”               | 54 807     |                                 |        |            |                               |         |  |  |                 |                 |                 |
|  | Półfinał 3 | Sara Varga „Spring för livet”               | 54 807     |                                 |        | Półfinał 3 | Sara Varga „Spring för livet” | Finał   |  |  |                 |                 |                 |
|  |            |                                             |            |                                 |        |            |                               |         |  |  |                 |                 |                 |
|  |            |                                             | Półfinał 2 | The Moniker „Oh My God!”        | Finał  |            |                               |         |  |  |                 |                 |                 |
|  | Półfinał 2 | The Moniker „Oh My God!”                    | Półfinał 2 | The Moniker „Oh My God!”        | Finał  | 63 963     |                               |         |  |  |                 |                 |                 |
|  | Półfinał 2 | The Moniker „Oh My God!”                    |            |                                 |        |            |                               |         |  |  |                 |                 |                 |
|  | Półfinał 4 | Linda Pritchard „Alive”                     | 40 689     |                                 |        |            |                               |         |  |  |                 |                 |                 |
|  | Półfinał 4 | Linda Pritchard „Alive”                     | 40 689     |                                 |        | Półfinał 2 | The Moniker „Oh My God!”      | 68 478  |  |  |                 |                 |                 |
|  |            |                                             |            |                                 |        | Półfinał 2 | The Moniker „Oh My God!”      | 68 478  |  |  |                 |                 |                 |
|  |            |                                             | Półfinał 1 | Pernilla Andersson „Desperados” | 49 559 |            |                               |         |  |  |                 |                 |                 |
|  | Półfinał 3 | Shirley's Angels „I Thought It Was Forever” | Półfinał 1 | Pernilla Andersson „Desperados” | 49 559 | 30 042     |                               |         |  |  |                 |                 |                 |
|  | Półfinał 3 | Shirley's Angels „I Thought It Was Forever” |            |                                 |        |            |                               |         |  |  |                 |                 |                 |
|  | Półfinał 1 | Pernilla Andersson „Desperados”             | 54 235     |                                 |        |            |                               |         |  |  |                 |                 |                 |
|  | Półfinał 1 | Pernilla Andersson „Desperados”             | 54 235     |                                 |        |            |                               |         |  |  |                 |                 |                 |

## Finał
Finał odbył się 12 marca 2011 w Globen w Sztokholmie. Ostatecznie zwycięzcą preselekcji został Eric Saade z piosenką „Popular”, zdobywając w sumie 193 punkty.
| L.p. | Artysta         | Piosenka              | Tekst (t) / Muzyka (m)                                                                   | Liczba punktów | Liczba punktów | Liczba punktów | Miejsce |
| L.p. | Artysta         | Piosenka              | Tekst (t) / Muzyka (m)                                                                   | Jury           | Widzowie       | Razem          | Miejsce |
| ---- | --------------- | --------------------- | ---------------------------------------------------------------------------------------- | -------------- | -------------- | -------------- | ------- |
| 1    | Danny Saucedo   | „In the Club”         | Figge Boström (t/m), Peter Boström (t/m), Danny Saucedo (t/m)                            | 79             | 70             | 149            | 2       |
| 2    | Sara Varga      | „Spring för livet”    | Sara Varga (t/m), Figge Boström (m)                                                      | 23             | 27             | 50             | 9       |
| 3    | The Moniker     | „Oh My God!”          | Daniel Karlsson (The Moniker) (t/m)                                                      | 55             | 69             | 124            | 3       |
| 4    | Brolle          | „7 Days And 7 Nights” | Kjell Junior Wallmark (Brolle) (t/m)                                                     | 8              | 21             | 29             | 10      |
| 5    | Linda Bengtzing | „E det fel på mej?”   | Pontus Assarsson (t/m), Thomas G:son (t/m), Jörgen Ringqvist (t/m), Daniel Barkman (t/m) | 42             | 16             | 58             | 7       |
| 6    | Nicke Borg      | „Leaving Home”        | Jojo Borg Larsson (t), Nicke Borg (m), Fredrik Thomander (m), Anders „Gary” Wikström (m) | 20             | 37             | 57             | 8       |
| 7    | Swingfly        | „Me and My Drum”      | Teron Beal (t/m), Patrik Magnusson (t/m), Johan Ramström (t/m), Swingfly (t/m)           | 44             | 49             | 93             | 5       |
| 8    | Sanna Nielsen   | „I’m in Love”         | Bobby Ljunggren (t/m), Thomas G:son (t/m), Irini Michas (t/m), Peter Boström (t/m)       | 75             | 39             | 114            | 4       |
| 9    | The Playtones   | „The King”            | Fredrik Kempe (t/m), Peter Kvint (t/m)                                                   | 46             | 33             | 79             | 6       |
| 10   | Eric Saade      | „Popular”             | Fredrik Kempe (t/m)                                                                      | 81             | 112            | 193            | 1       |

Legenda:
     Zdobywca pierwszego miejsca
     Zdobywca drugiego miejsca
     Zdobywca trzeciego miejsca

### Głosowanie
| Numer | Piosenka              | Chorwacja | Francja | Grecja | Irlandia | Malta | Niemcy | Norwegia | Rosja | San Marino | Ukraina | Wielka Brytania | Punkty jury | Audiotele/SMS | Audiotele/SMS | Audiotele/SMS | Razem | Miejsce |
| Numer | Piosenka              | Chorwacja | Francja | Grecja | Irlandia | Malta | Niemcy | Norwegia | Rosja | San Marino | Ukraina | Wielka Brytania | Punkty jury | Głosy         | %             | Punkty        | Razem | Miejsce |
| ----- | --------------------- | --------- | ------- | ------ | -------- | ----- | ------ | -------- | ----- | ---------- | ------- | --------------- | ----------- | ------------- | ------------- | ------------- | ----- | ------- |
| 1     | „In the Club”         | 4         | 10      | 10     | 6        | 10    | 12     | 6        | 10    | 6          | 4       | 1               | 79          | 197 143       | 14,9%         | 70            | 149   | 2       |
| 2     | „Spring för livet”    | 6         | –       | 4      | –        | –     | 1      | –        | 2     | 8          | –       | 2               | 23          | 76 025        | 5,8%          | 27            | 50    | 9       |
| 3     | „Oh My God!”          | –         | 8       | 1      | 8        | –     | 4      | 8        | 12    | –          | 8       | 6               | 55          | 194 568       | 14,7%         | 69            | 124   | 3       |
| 4     | „7 Days And 7 Nights” | 1         | –       | –      | –        | 2     | –      | 4        | –     | –          | 1       | –               | 8           | 57 717        | 4,3%          | 21            | 29    | 10      |
| 5     | „E det fel på mej?”   | 12        | 2       | 6      | 2        | 6     | –      | –        | 8     | 4          | 2       | –               | 42          | 43 355        | 3,2%          | 16            | 58    | 7       |
| 6     | „Leaving Home”        | –         | –       | –      | –        | 1     | 8      | 1        | –     | 10         | –       | –               | 20          | 103 046       | 7,8%          | 37            | 57    | 8       |
| 7     | „Me and My Drum”      | –         | 1       | –      | 1        | –     | 10     | 12       | –     | 12         | –       | 8               | 44          | 138 004       | 10,4%         | 49            | 93    | 5       |
| 8     | „I’m in Love”         | 10        | 6       | 12     | 12       | 8     | –      | 10       | 1     | –          | 12      | 4               | 75          | 109 630       | 8,2%          | 39            | 114   | 4       |
| 9     | „The King”            | 2         | 4       | 2      | 4        | 4     | 6      | –        | 6     | 2          | 6       | 10              | 46          | 92 505        | 7,0%          | 33            | 79    | 6       |
| 10    | „Popular”             | 8         | 12      | 8      | 10       | 12    | 2      | 2        | 4     | 1          | 10      | 12              | 81          | 314 229       | 23,7%         | 112           | 193   | 1       |